# Championnat du Bhoutan de football 2014
Navigation
Saison précédente Saison suivante
La saison 2014 du Championnat du Bhoutan de football est la troisième édition du championnat national de première division au Bhoutan. Après une phase de qualification régionale, les six meilleures équipes du pays, dont quatre issues du district de la capitale, Thimphou, s'affrontent à deux reprises. 
C'est le Druk United Football Club qui remporte la compétition, après avoir terminé en tête du classement final, ne devançant le tenant du titre, Ugyen Academy FC, qu'à la faveur d'une meilleure différence de buts. Thimphu City FC complète le podium à un point du duo de tête. C'est le tout premier titre de champion du Bhoutan de l'histoire du club.

## Les clubs participants
- District de Thimphou : 
  - Druk United Football Club
  - Drul Pol FC
  - Thimphu City FC
  - Druk Star Football Club
- District de Punakha :
  - Ugyen Academy FC
- District de Chukha :
  - Bhutan Clearing FC

## Compétition

### A-Division
La A-Division change de format à partir de cette saison puisque la compétition accueille désormais sept équipes, dont quatre se qualifient pour la Super League.
| Rang | Équipe                    | Pts | J  | G | N | P  | Bp | Bc | Diff |
| ---- | ------------------------- | --- | -- | - | - | -- | -- | -- | ---- |
| 1    | Druk United Football Club | 28  | 12 | 9 | 1 | 2  | 40 | 15 | +25  |
| 2    | Thimphu City FC           | 26  | 12 | 8 | 2 | 2  | 44 | 24 | +20  |
| 3    | Drul Pol FC               | 21  | 12 | 6 | 3 | 3  | 19 | 16 | +3   |
| 4    | Druk Star Football Club   | 17  | 12 | 4 | 5 | 3  | 29 | 28 | +1   |
| 5    | Dzongree FC               | 12  | 12 | 3 | 3 | 6  | 12 | 27 | -15  |
| 6    | Yeedzin Football Club     | 11  | 12 | 3 | 2 | 7  | 20 | 27 | -7   |
| 7    | Bhoutan U18               | 3   | 12 | 1 | 0 | 11 | 13 | 40 | -27  |

|  | Participation à la Super League 2014 |
|  | Relégation en B-Division             |

### Super League
Le classement est établi sur le barème de points classique (victoire à 3 points, match nul à 1, défaite à 0).
| Rang | Équipe                    | Pts | J  | G | N | P | Bp | Bc | Diff |  | Résultats (▼ dom., ► ext.) | Ugy | Yee | TCi  | DPo | Dzo | Phu |
| ---- | ------------------------- | --- | -- | - | - | - | -- | -- | ---- |  | -------------------------- | --- | --- | ---- | --- | --- | --- |
| 1    | Druk United Football Club | 22  | 10 | 7 | 1 | 2 | 33 | 14 | +19  |  | Druk United Football Club  |     | 2-2 | 4-0  | 1-0 | 5-0 | 4-1 |
| 2    | Ugyen Academy FCT         | 22  | 10 | 7 | 1 | 2 | 26 | 13 | +13  |  | Ugyen Academy FCT          | 3-2 |     | 4-0  | 3-1 | 2-1 | 4-1 |
| 3    | Thimphu City FC           | 21  | 10 | 7 | 0 | 3 | 33 | 15 | +18  |  | Thimphu City FC            | 2-3 | 2-1 |      | 1-0 | 1-0 | 3-0 |
| 4    | Drul Pol FC               | 15  | 10 | 5 | 0 | 5 | 23 | 13 | +10  |  | Drul Pol FC                | 2-1 | 0-1 | 0-3  |     | 4-2 | 6-1 |
| 5    | Druk Star Football Club   | 7   | 10 | 2 | 1 | 7 | 18 | 31 | -13  |  | Druk Star Football Club    | 4-6 | 3-2 | 3-5  | 0-4 |     | 2-2 |
| 6    | Bhutan Clearing FC        | 1   | 10 | 0 | 1 | 9 | 6  | 53 | -47  |  | Bhutan Clearing FC         | 0-5 | 1-4 | 0-16 | 0-6 | 0-3 |     |

|  | Qualification pour la Coupe de l'AFC 2016 |
|  | T : Tenant du titre                       |

## Bilan de la saison
| Championnat du Bhoutan de football 2014 |                                       |
| Champion                                | Druk United Football Club (1er titre) |
| Qualifications continentales            |                                       |
| Coupe de l'AFC 2016 (tour préliminaire) | Druk United Football Club             |
| Promotions et relégations               |                                       |
| Promus en Super League                  | Aucun                                 |
| Relégués                                | Aucun                                 |